# I'm Happy Just to Dance with You
I'm Happy Just to Dance with You is een lied van de Britse popgroep The Beatles uit 1964 dat werd gezongen door gitarist George Harrison. Het nummer werd echter voor hem geschreven door John Lennon en Paul McCartney. Het nummer werd uitgebracht op het album A Hard Day's Night, de soundtrack bij de eerste speelfilm van The Beatles. In de Verenigde Staten werd het nummer in 1964 ook uitgebracht als B-kant van de single I'll Cry Instead.

## Achtergrond
Omdat Ringo Starr en George Harrison ook veel fans hadden, probeerden The Beatles en producer George Martin er altijd voor te zorgen dat beiden ook een lied konden zingen op een nieuw uit te brengen album. Op de twee voorgaande Beatles albums had Harrison bijvoorbeeld het door Lennon en McCartney geschreven Do You Want to Know a Secret en het door hemzelf geschreven Don't Bother Me gezongen.
Omdat Harrison in 1964 - in tegenstelling tot Lennon en McCartney - nog maar weinig ervaring met het schrijven van liedjes had en daarom geen nummers op de plank had liggen, schreven Lennon en McCartney samen I'm Happy Just to Dance with You voor hem. De nummers die Lennon en McCartney aan Harrison gaven om te zingen, waren echter vaak niet hun beste nummers. Dit gold ook voor I'm Happy Just to Dance with You. Volgens Lennon had hij het nummer "niet zelf kunnen zingen" en ook McCartney verklaarde later dat ze het nummer "niet zelf wilden zingen" en dat het het nummer een lied volgens "een formule" was. Volgens McCartney hadden Lennon en hij ontdekt dat wanneer je een van het E-akkoord naar Ab-mineur akkoord ging, je dan bijna altijd een goed nummer kon maken. Dit gebruikten ze dan ook in I'm Happy Just to Dance with You. Bovendien wisten ze dat liedjes zoals I'm Happy Just to Dance with You waarin de woorden "I" en "you" veelvuldig gebruikt werden, het goed deden bij de fans.

## Opnamen
I'm Happy Just to Dance with You werd door The Beatles op 1 maart 1964 opgenomen in de Abbey Road Studios in Londen. Dit was de eerste maal dat The Beatles op een zondag in de studio werkten. Het nummer werd in vier takes opgenomen. In de eerste twee takes namen ze gitaren, basgitaar en drums op. Daarna werd via overdubs de zang toegevoegd. Harrison zong de liedtekst. Daarna zong hij de liedtekst nogmaals (doubletracking) waardoor er een vollere, sterkere klank ontstond. Lennon en McCartney zongen de achtergrondharmonieën.

## Release
I'm Happy Just to Dance with You werd op 10 juli en 26 juni 1964 in respectievelijk het Verenigd Koninkrijk en de Verenigde Staten uitgebracht op het album A Hard Day's Night. Op 20 juli werd het nummer ook uitgebracht op het door Capitol uitgegeven album Something New en op de B-kant van de single I'll Cry Instead.

## Credits
- George Harrison - zang, slaggitaar
- John Lennon - achtergrondzang, slaggitaar
- Paul McCartney - achtergrondzang, basgitaar
- Ringo Starr - drums